# Miren Ortubay
Miren Ortubay Fuentes (Vitoria, Álava, 27 de marzo de 1958) es una abogada, penalista, criminóloga y profesora universitaria española.
Es profesora titular de Derecho penal en la Universidad del País Vasco. Está especializada en violencia de género y en los derechos de las personas presas.

## Biografía
Licenciada en Derecho por la Universidad de Deusto en 1980 y doctora en Derecho por la misma universidad. Diplomada en Criminología por la Universidad Complutense de Madrid y los estudios de postgrado en Criminología en la Universidad de Louvain-la Neuve (Bélgica).
Sus inicios fueron como abogada. Cofundadora en 1982 de la Asociación de apoyo a personas presas, Salaketa, en Vitoria. Del año 1995 al 2006 fue asesora jurídica del Ararteko (Defensor del Pueblo del País Vasco) siendo responsable de las áreas de Justicia y de Igualdad de mujeres y hombres.
Es profesora titular en la Universidad del País Vasco (UPV/EHU) en la Facultad de Derecho y en la de Trabajo Social. Imparte, entre otras, la asignatura Violencia contra las mujeres: Prevención e intervención. Es miembro del Fórum Feminista María de Maeztu y colabora en colectivos como Otras Voces Feministas y la ONGD Asociación por los Derechos Humanos en Afganistán (ASDHA). Es miembro del Patronato de la Fundación Fernando Buesa Blanco.
Ha participado junto a Lohitzune Zuloaga y Estíbaliz de Miguel en el estudio de Emakunde “Experiencia de la detención policial de las mujeres de la Comunidad Autónoma del País Vasco”.

## Obras
- Tutela penal de las condiciones de trabajo. (UPV/EHU, 2000).[9]
- “Diez años de la “Ley integral contra la violencia de género”: Luces y sombras”, en Revista Ventana Jurídica, Escuela Capacitación Judicial, El Salvador, 2015.[10]
- “Cuando la respuesta penal a la violencia sexista se vuelve contra las mujeres: Las contradenuncias", en Oñati Socio‐Legal Series.[11]
- "Nueva reforma para un derecho penal cada vez más viejo", Hika, nº 218, 2010.[12]
- “Protección penal frente a la violencia de género. Análisis de la eficacia de la Orden de Alejamiento”, en el XVII Congreso de Estudios Vascos, Vitoria,  2009.[13]

## Premios
- III Premios Menina País Vasco 2019 a personas comprometidas con la erradicación de la violencia de género en sus distintas manifestaciones.[14]